# 毕起美
毕起美，中华人民共和国政治人物、全国脱贫攻坚先进个人。

## 生平
毕起美任双江拉祜族佤族布朗族傣族自治县忙糯乡邦界村原第一书记、驻村扶贫工作队队长，临沧市临翔区人民检察院副检察长。因在脱贫攻坚战中作出突出贡献，2021年2月25日全国脱贫攻坚总结表彰大会上，毕起美被授予“全国脱贫攻坚先进个人”。